# Bardolino
Bardolino es una localidad y municipio italiano de 6.418 habitantes, ubicada en la provincia de Verona (una de las siete provincias de la región de Véneto). Está situada en la ribera oriental del lago de Garda, a unos 30 km de la capital provincial. A orillas del lago y en torno a la población, el territorio se caracteriza por ser accidentado.

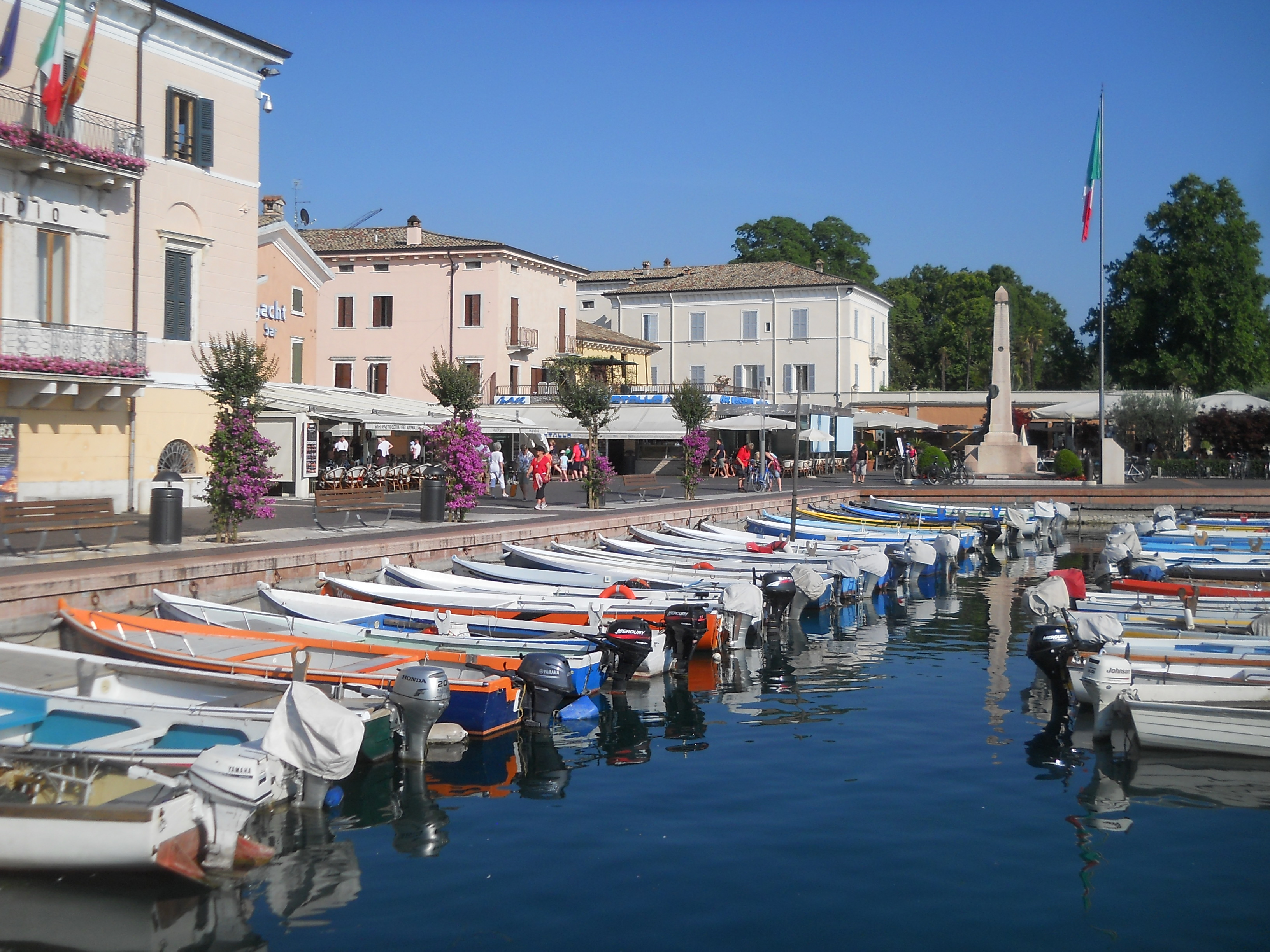

## Demografía
| Gráfica de evolución demográfica de Bardolino entre 1861 y 2001 |
|                                                                 |
| fuente ISTAT - elaboración gráfica a cargo de Wikipedia         |

## Lugares de Interés

### Iglesias
- Iglesia de San Zeno, de la segunda mitad del siglo IX, presenta una planta de cruz latina. En los brazos laterales se conservan decoraciones originales. Fue respetada por el terremoto del 3 de enero de 1117.

- Iglesia de San Severo, del siglo XI y el siglo XII, en estilo románico. Contiene frescos del siglo XII, siglo XIII y siglo XIV. La cripta es de la Alta Edad Media.

- Monasterio de San Colombano, del siglo XI.

- Pieve di Santa María, construida en Cisano en el siglo XII sobre una iglesia precedente de finales del siglo VII a su vez construida sobre un templo pagano.

- Iglesia de San Vito, del siglo XVIII, en la localidad de Cortelline.

- Iglesia de San Nicolò, edificada según el proyecto del arquitecto Bartolomeo Giuliari entre  1830 y 1847.

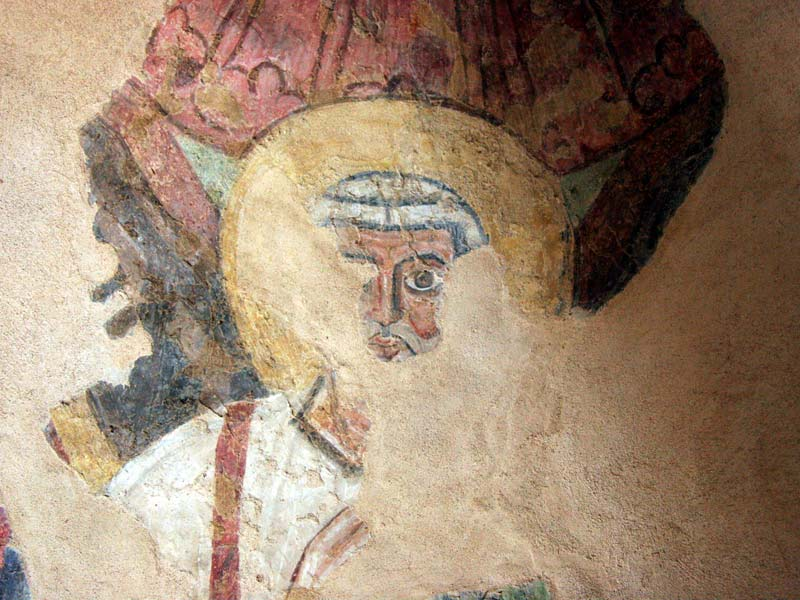
Iglesia de San Zeno

### Villas
- Villa Bottagisio - siglo XIX

Con un bello jardín que ocupa toda la parte norte de la bahía de Bardolino.
- Villa Guerrieri - siglo XIX

Está en vía San Martino, tiene un notable jardín frente al lago, y restos de un antiguo fuerte. 
- Villa Bassani Raimondi - siglo XIX

En vía Fosse, tenía un bello jardín dañado tras la guerra.
- Villa Marzan - siglo XIX

En Cisano, fue rehabilitada por el arquitecto Ettore Fagiuoli. Tiene un jardín con pagoda.
- Villa Giuliari-Gianfilippi - siglo XIX

Tiene un jardín junto al lago, al sur de Bardolino.
- Villa Betteloni - siglo XIX

- Casa Ottolenghi, proyectada por el arquitecto Carlo Scarpa

### Museos
- El Museo del Vino Zeni, fundado en 1991, se encuentra en la bodega Zeni y acoge objetos de la cultura del vino sobre

todo de la provincia de Verona. Entrada gratuita para los visitantes individuales, para grupos sólo con reserva previa.